# Leve Palestina
 (octobre 2024).

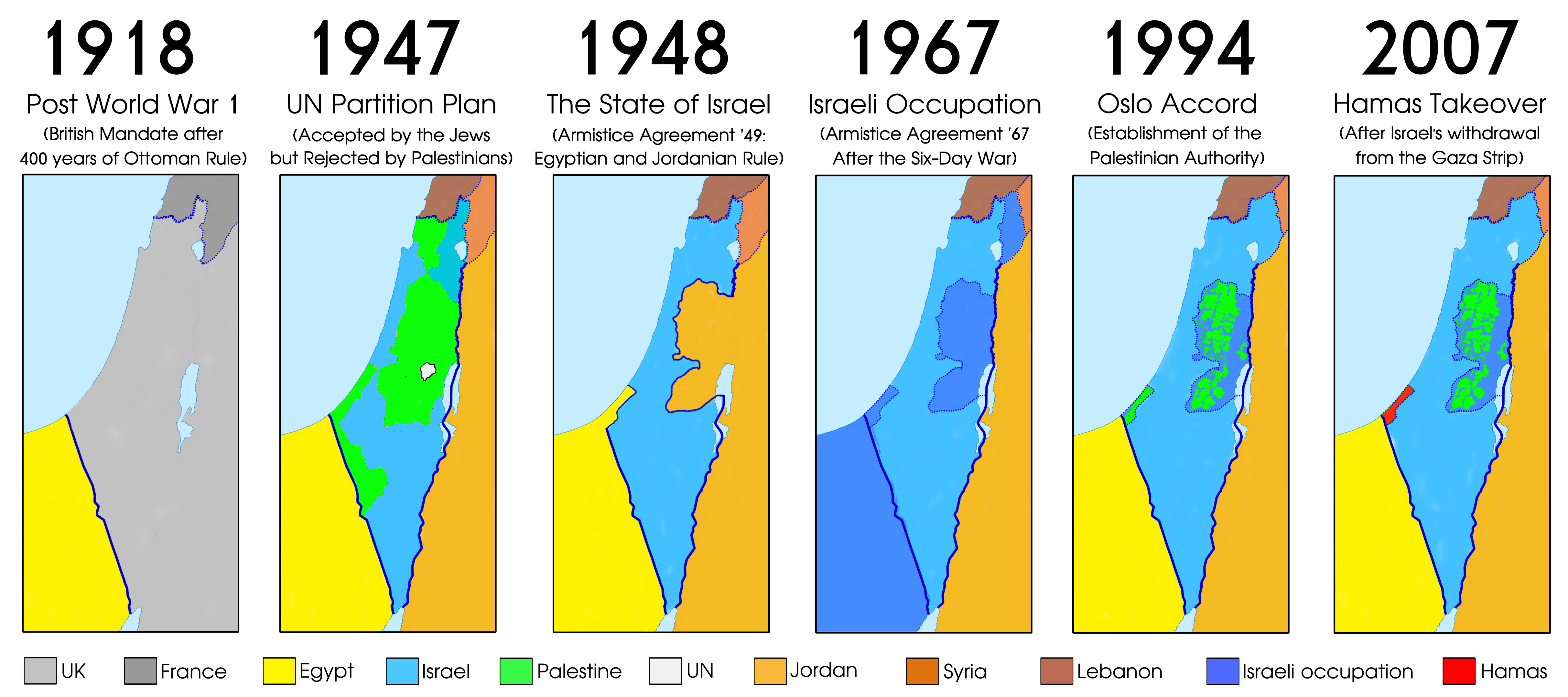
Territoires occupés par Israël au fil du temps

Leve Palestina (en français : « Longue vie à la Palestine ») est une chanson de protestation sortie en 1978 du musicien suédo-palestinien George Totari et du groupe suédois Kofia. Chanson populaire lors des manifestations socialistes depuis sa sortie dans les années 1970, elle connait un rebond de viralité depuis le début du génocide israélien à Gaza de 2023–2024.

## Histoire
L'œuvre est une chanson de protestation du groupe Kofia, fondé par George Totari, un musicien suédo-palestinien né à Nazareth et ayant déménagé en Suède en 1967. Elle a été publiée comme dernière chanson de l'album Earth of My Homeland sortie en 1978,, et est devenue par la suite l'œuvre la plus connue de Kofia.
Totari a écrit la chanson en réponse aux restrictions imposées à la critique ouverte d'Israël et au déni de l'identité palestinienne dans le pays à l'époque,,. Les paroles de la chanson décrivent la récolte du blé et des olives en Palestine ainsi que le jet de pierres et le tir de roquettes sur ses ennemis. La chanson évoque la lutte socialiste contre l'impérialisme, appelant à la chute du sionisme et à la libération de la Palestine,,.
La chanson a été régulièrement scandée lors de manifestations en Suède depuis qu'elle a été écrite dans les années 1970,, et a été censurée par les autorités suédoises. À l'occasion de la Journée internationale des travailleurs de 2019, des militants pro-palestiniens ont chanté cette chanson lors d'une manifestation à Malmö, suscitant la condamnation de la presse de droite et du Parti social-démocrate au pouvoir,. L'aile jeunesse du Parti social-démocrate a également été signalée à la police pour avoir chanté cette chanson et fut accusée de propagation discours à caractère haineux. Elle a ensuite accepté de ne plus chanter la chanson.

## Renouveau en 2023

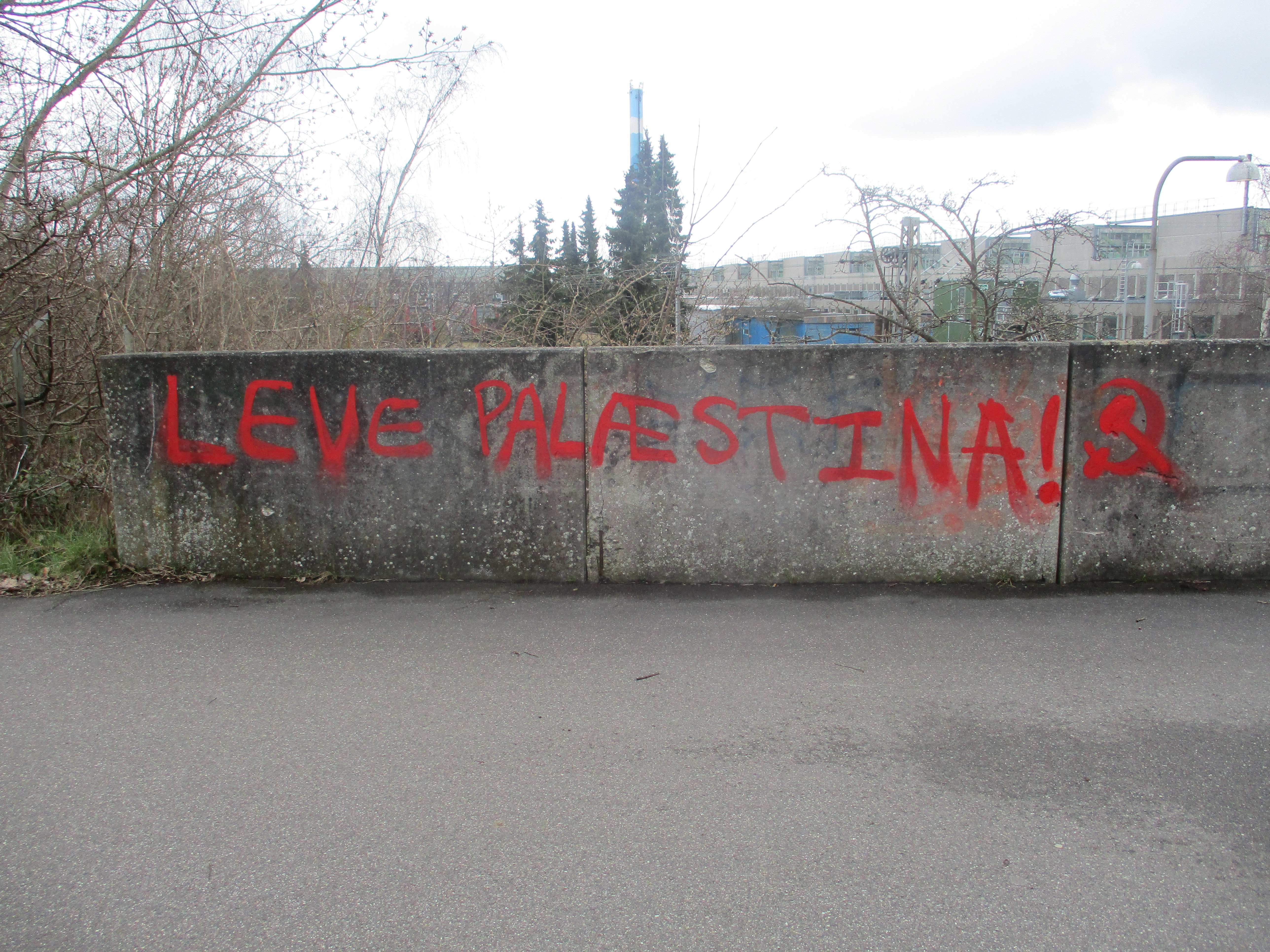
Graffiti avec le titre de l'œuvre sur un muret en Høje-Taastrup, Danemark

À la suite de la guerre entre Israël et le Hamas, de l'invasion de Gaza et de la famine dans la bande de Gaza, la chanson a connu un renouveau majeur, se propageant sur des plateformes comme TikTok et Instagram et devenant un hymne de ralliement lors des manifestations pour la cause palestinienne à travers l'Europe,.
La propagation virale de la chanson a commencé avec un clip de 30 secondes d'une manifestation d'octobre 2023 à Stockholm, qu'un TikToker suédois a ensuite mis sur la musique de Leve Palestina. Cette vidéo avait déjà atteint les 5 millions de vues en Mars 2024. La chanson peut de temps après été entendue lors de manifestations de Jakarta à Madrid, et a été traduite dans d'autres langues, notamment en anglais, hindi et indonésien.
Au cours des six mois qui ont suivi la renaissance de la chanson en octobre 2023, la chanson a suscité de nouvelles critiques de la part du gouvernement suédois. Malgré les appels du parti au pouvoir en Suède à interdire ou à censurer la chanson.